# سعيد أبو زيد
سعيد سيد أحمد أبو زيد (1955 - 2011) مؤرخ مصري.

## نشأته
ولد في 30 سبتمبر 1955م، بمدينة طنطا بمحافظة الغربية، تخصص في تاريخ الأندلس الإسلامية، وتدرج في السلك الجامعي حتى وصل إلى درجة أستاذ التاريخ والحضارة الإسلامية بكلية الآداب جامعة المنوفية، ثم رئيساً لقسم التاريخ بنفس الكلية عام 2009م.

## التدرج العلمي
حصل على ليسانس آداب وتربية / كلية التربية – جامعة المنوفية، مايو 1979م، بتقدير جيد جدا مع مرتبة الشرف. ثم ليسانس آداب / كلية الآداب – جامعة عين شمس، 1983م، بتقدير جيد. وفي عام 1988م حصل على درجة الماجستير في الآداب (تاريخ وسيط)، كلية الآداب – جامعة عين شمس، 1988م، بتقدير ممتاز. كما حصل على الدكتوراه في الآداب، تاريخ إسلامي، كلية الآداب – جامعة المنوفية، 1992م، بتقدير ممتاز مع مرتبة الشرف الأولى.

## التدرج الوظيفي
وتدرج في السلك الوظيفي فقد عين معيداً بكلية التربية – جامعة المنوفية في 1979م. ثم معيد بكلية الآداب – جامعة المنوفية في 1987م. كما رقي إلي درجة مدرس مساعد بقسم التاريخ بكلية الآداب – جامعة المنوفية في 1988م. وبعد حصوله على الكتوراه عين مدرساً للتاريخ الإسلامي والحضارة الإسلامية، بقسم التاريخ بكلية الآداب – جامعة المنوفية، عام 1993م. وفي عام 1999م رقي إلي درجة أستاذ مساعد للتاريخ الإسلامي والحضارة الإسلامية، بقسم التاريخ بكلية الآداب – جامعة المنوفية، وفي عام 2009م صار أستاذاً للتاريخ الإسلامي والحضارة الإسلامية، بقسم التاريخ بكلية الآداب – جامعة المنوفية. وحالياً يشغل منصب، رئيس قسم التاريخ، بكلية الآداب / جامعة المنوفية، في 11 /8 / 2009م.

## الإنتاج العلمي
له عدد من الدراسات والبحوثة المتميزة في مجال تاريخ وحضارة الأندلس الإسلامية منها:

### الكتب
- الحياة الاجتماعية في الأندلس عصر دولتي المرابطين والموحدين (484 – 620هـ/ 1091 – 1223م)، صدر سنة 1996م.[1]
- المرية في عصر بني صُمادح (433- 484هـ / 1041 – 1091م)، صدر سنة 2003م.
- خيران العامري صاحب مملكة المرية الأندلسية، كتاب صدر في سنة 1998م.[2]
- المائدة الأندلسية، كتاب صدر سنة 2000م.في علم التاريخ، جـ1، كتاب صدر سنة 2004م.
- سببية الموت والقتل عند الأندلسيين (بحث بمجلة كلية الآداب / جامعة المنوفية، العدد56، يناير 2004م)، وكــتاب صدر سنة 2006م.
- عادات الموت عند المسلمين الأندلسيين (بحث نشر بمجلة حولية كلية الآداب / جامعة عين شمس، 2005م)، وكتاب صدر سنة 2006م.
- الجواري الملكيات في قصور بني أمية بالأندلس عصر الإمارة (138 – 316 هـ / 755 – 928 م)، كـتاب صدر سنة 1429هـ / 2008م.
- المقابر الإسلامية في مدينة قرطبة الأندلسية، دراسة تاريخية أثرية، كتاب صدر سنة 1429هـ / 2008م.
- بحوث في الحضارة الإسلامية، كتاب صدر سنة 1429هـ / 2008م.

### البحوث
- المجاعات والأوبئة وأثرها في الأندلس عصر بني أمية (مجلة كلية الآداب / جامعة المنوفية، العدد 15، ديسمبر 1993م).
- الإسكندرية مدرسة للأندلسيين (بحث في المؤتمر الدولي الثاني حول التبادل الحضاري بين شعوب البحر المتوسط – الإسكندرية والإسكندر الأكبر – يناير 1996م).
- حول العلاقات السياسية والحضارية بين بيزنطة والأندلس (225-350هـ/ 839- 961م)، (مجلة كلية الآداب / جامعة المنوفية، العدد 17، أبريل 1994م).
- هيكل سليمان بين النصوص العربية والتوراتية (بحث في ندوة القدس الدولية بجامعة أسيوط، أكتوبر1996م.
- الخمر في المجتمع الأندلسي (مجلة كلية الآداب / جامعة المنوفية، العدد 43، أكتوبر 2000م).
- يحيى بن يحيى الليثي، فقيه الأندلس الثائر (مجلة كلية الآداب / جامعة المنوفية، العدد54، يونيو 2003م).
- رؤية ابن حوقل الاجتماعية لبلاد الأندلس من خلال كتابه «صورة الأرض»، بحث نشر بمجلة كلية الآداب، جامعة المنوفية، العدد 70، يوليو 2007م.
- مقبرة الربض في مدينة قرطبة الأندلسية، دراسة تاريخية وأثرية «، بحث ألقي ونشر في المؤتمر العالمي الأول للعمارة والفنون الإسلامية بالقاهرة، رابطة الجامعات الإسلامية، أكتوبر 2007م».

## المشاركة في المؤتمرات العلمية
- المؤتمر الدولي الثاني حول التبادل الحضاري بين شعوب البحر المتوسط (الإسكندرية والإسكندر الأكبر)، يناير 1996م.
- ندوة التاريخ العسكري لشمال مصر – كلية الآداب / جامعة الإسكندرية، أكتوبر 1995م.
- ندوة القدس الدولية بجامعة أسيوط، أكتوبر 1996م.
- سيمينار التاريخ السنوي لكلية الإنسانيات والعلوم الاجتماعية، قسم الدراسات العربية، الجامعة الأمريكية بالقاهرة، بعنوان «استخدامات الأوقاف: مؤسسات وواقفون ومستحقون»، في الفترة من 17-19 مارس 2005م.
- المؤتمر العالمي الأول للعمارة والفنون الإسلامية بالقاهرة، رابطة الجامعات الإسلامية، أكتوبر 2007م.

## المهمات العلمية
- عضو المهمة العلمية إلى كلية فقه اللغة / جامعة كومبلوتنسي بمدريد، أسبانيا في الفترة من يوليو إلى 30 سبتمبر 2007م. Universidad Complutense De Madrid، Facultad De Filologia.

## الإشراف على الرسائل العلمية
أشرف على عدد كبير من الرسائل الجامعية منها على سبيل المثال لا الحصر:
رسائل مُنحت درجة الماجستير:
ـ رسالة ماچستير في التاريخ الإسلامي، بعنوان «الحياة الاقتصادية والاجتماعية في الدولة الغزنوية (351هـ ـ 962م/ 582هـ ـ 1186م)»، للطالب / السيد سعيد مبروك الصبحي، 2004م.
2ـ رسالة ماچستير في التاريخ الإسلامي، بعنوان «التجارة الداخلية في الأندلس في عصر ملوك الطوائف والمرابطين (422ـ 541هـ / 1030ـ 1147م)»، للطالب / أيمن عبد القادر أحمد سبل، 2006م.
3ـ رسالة ماچستير في التاريخ الإسلامي، بعنوان «الزراعة في الأندلس في العصر الأموي (138 ـ 422هـ / 756ـ 1031م)، دراسة تاريخية وحضارية»، للطالبة / ولاء رمضان مصطفى عبد الحميد، 2006م.
4- رسالة ماچستير في التاريخ الإسلامي، بعنوان «الحركة العلمية في شرقي الأندلس في عصر دولتي المرابطين والموحدين في الفترة من 484ـ 620هـ / 1091 ـ 1223م»، للطالبة / سوزان عبد الجابر عيسى، 2008.
5- رسالة ماچستير في التاريخ الإسلامي، بعنوان «عناصر السكان وطبقاتهم الاجتماعية في مملكة غرناطة عصر بني الأحمر (635ـ 897هـ / 1238ـ 1492م)»، للطالب / محمد أنور عبد الفتاح كشك، 2008.
6- رسالة ماچستير في التاريخ الإسلامي، بعنوان «رؤية قيام وانهيار ممالك الطوائف عند مؤرخي الفترة من الأندلسيين (422ـ 502هـ / 1031ـ 1109م)»، للطالب / عبد الرحيم رياض عبد الرحيم شهاب الدين، 2008.
7- رسالة ماجستير في التاريخ الإسلامي، بعنوان " الفتن والثورات في بلاد الشام وشـــــبه الجزيرة العربية، وأثرها في الدولة الأموية (40 – 132 هـ / 660 – 749 م)، للطالب / حمدي أحمد محمود يوسف، 2009.
8- رسالة ماجستير في التاريخ الإسلامي، بعنوان " النظام القضائي في عصر الدولة الأموية (40 – 132 هـ / 660 – 749 م)، للطالب / هشام محمد زكريا فايد، 2009
9- رسالة ماجستير في التاريخ الإسلامي، بعنوان «تاريخ الأندلس السياسي من نهايات دولة الموحدين وحتى قيام مملكة بني الأحمر (610-636هـ / 1213-1238م)»، للطالبة / هبة إبراهيم محمد إبراهيم، 2009م.
رسائل الدكتوراه: 
1 - رسالة دكتوراه في التاريخ الإسلامي، بعنوان «السياسة الداخلية والخارجية للدولة الغزنوية (351ـ 582هـ / 962ـ 1186م)»، للطالب / السيد سعيد مبروك الصبحي، 2007م.
2- رسالة دكتوراه في التاريخ الإسلامي، بعنوان «الجيش في العصر السلجوقي (429 – 590 هـ / 1037 – 1193م)»، 2009م.

## المشاركة في تحكيم البحوث
قام الدكتورسعيد بتحكيم عدد كبير من البحوث العلمية المقدمة للنشر العلمي منها على سبيل المثال لا الحصر:
1 - الهدايا والتقادم المتبادلة في دولة سلاطين المماليك في مصر والشام – للدكتورة / آسيا سليمان النقلي بكلية البنات بالرياض / السعودية، نشر بمجلة كلية آداب المنوفية، 2007م.
2 - مدينة رباح الأندلسية – للدكتورة عبير سليمان بكلية الآداب بسوهاج، نشر بمجلة كلية آداب المنوفية، 2008م.
3 - الدولة الجلائرية وعلاقاتها مع القبائل التركمانية (قراقويونلو) في عصر السلطان أحمد بن أويس 784-813هـ / 1382-1410م، للباحث الدكتور / صبري عبد اللطيف سليم الأستاذ المساعد للتاريخ الإسلامي بكلية دار العلوم / جامعة الفيوم.